# Ито (футболист)
Пе́дро Таранко́н Анто́н (исп. Pedro Tarancón Antón; род. 18 декабря 1985, Бурхасот, Испания), также известный как И́то (исп. Ito) — испанский футболист, защитник клуба «Скала».

## Карьера
Первые 10 лет карьеры Ито провёл в низших дивизионах Испании. В 2014 году он впервые перешёл в зарубежный клуб, заключив соглашение с мальтийским «Виктория Уондерерс». Перед трансфером Ито проходил просмотр в этом клубе, и в итоге выиграл конкуренцию у трёх других потенциальных новичков. В следующем году он ненадолго вернулся в Испанию, доиграв сезон 2014/15 в «Пего». Летом защитник перебрался в мальдивский «Иглз», где провёл остаток года. В январе 2016 года Ито заключил контракт с фарерским «Б68». Вместе с другим новобранцем тофтирцев Карлосом Кинтана они стали первыми испанцами в истории фарерского футбола. Трансфер этих двух футболистов освещался на испанском телевидении. 6 марта Ито целиком отыграл матч фарерской премьер-лиги против «АБ», ставший первым для испанских игроков в рамках этого турнира. Оба испанских футболиста разочаровали руководство «Б68» своей игрой, и летом им предложили подыскивать себе новые команды. В конечном итоге Кинтана ушёл из клуба, а Ито задержался в «Б68» ещё на год, суммарно отыграв 20 встреч в премьер-лиге и 7 игр в первом дивизионе.
В июле 2017 года Ито перешёл из «Б68» в фуглафьёрдурский «ИФ». В составе этого клуба он принял участие в 11 матчах высшей фарерской лиги и забил там свой первый гол: 15 октября защитник поразил ворота «ЭБ/Стреймур». Также в конце сезона-2017 Ито сыграл за второй состав «ИФ» в первом дивизионе против своего бывшего клуба «Б68». В сезоне-2018 он вернулся в «Б68» приглашению нового главного тренера тофтирцев Уильяма Якобсена. Ито провёл в «Б68» 2 сезона в первом дивизионе, отметившись 5 забитыми голами в 50 встречах. В 2020 году он перебрался в клуб «АБ», игравший в премьер-лиге. Защитник провёл только 1 матч в составе второй команды «АБ» в первой лиге, после чего был отстранён от игр из-за проблем с документами.
В конце сезона-2020 Ито заключил контракт со «Скалой». В 2021 году он провёл 19 встреч за этот клуб и помог ему вернуться в класс сильнейших.

## Достижения
«Скала»
- Победитель Первого дивизиона (1): 2021

## Личная жизнь
В 2020 году Ито женился на уроженке Фарерских островов Юлии Клементсен. У пары есть дочь.